# 多诺万·切赫
多诺万·切赫（英語：Donovan Cech，1974年5月2日—），南非男子赛艇运动员。他曾代表南非参加2000年和2004年夏季奥林匹克运动会赛艇比赛，其中2004年奥运会获得一枚铜牌。